# Mila (bướm đêm)
Mila  là một chi bướm đêm thuộc họ Noctuidae.